# Сырцов, Дмитрий Александрович
Дмитрий Александрович Сырцов (1899 год, г. Мышкин, Ярославская губерния, Российская империя — 1988 год) — советский государственный деятель. Нарком коммунального хозяйства Казахской ССР. Управляющий делами Совнаркома, Совета Министров Казахской ССР.

## Биография
Родился в 1899 году в г. Мышкин Ярославской губернии в семье служащего. По национальности — русский. Член Коммунистической партии с 1920 г.
В 1914 году окончил воскресную школу (г. Петербург).
До 1918 году продавец в частных мануфактурных магазинах (г. Петроград).
В 1918—1920 годах служил в РККА.
В 1920—1922 годах начальник административно-хозяйственной части политического отдела (г. Канск-Енисейский Красноярского края), следователь, уполномоченный особого отдела ВЧК, 10-й кавалерийской дивизии (г. Бийск Алтайского края).
В 1922—1924 годах уполномоченный особого отдела 6-й Алтайской кавалерийской бригады (гт. Семипалатинск, Ходжент, Фергана, Куляб).
В 1924 году продавец и заведующий магазином Кирторга (г. Семипалатинск).
В 1924—1926 годах заведующий Семипалатинской губернской конторой акционерного общества «РАСО», затем до 1927 года управляющий Семипалатинской губернской конторой акционерного общества «Сырье».
В 1927—1928 годах управляющий Семипалатинской губернской конторой Казгосторга.
В 1928—1932 годах председатель правления Казпромсоюза.
В 1932—1934 годах заместитель председателя комитета промысловой кооперации при Совнаркоме Казахской АССР.
В 1934—1938 годах референт, заместитель управляющего, управляющий делами Совнаркома Казахской АССР.
С октября 1938 по июнь 1939 года заместитель наркома легкой промышленности Казахской ССР.
С июня 1939 по август 1944 года нарком коммунального хозяйства Казахской ССР.
В 1944—1955 годах управляющий делами Совнаркома, с марта 1946 года Совета Министров Казахской ССР.
В 1955—1956 годах помощник председателя Совета Министров Казахской ССР.
В 1956—1959 годах управляющий делами Совета Министров Казахской ССР.
С декабря 1959 года — персональный пенсионер союзного значения.

### Награды
Награжден орденом «Знак Почета» и медалью.